# SMS S 57
SMS S 57 – niemiecki niszczyciel z okresu I wojny światowej, dziewiąta jednostka typu S 49. Okręt wyposażony był w trzy kotły parowe opalane ropą, a zapas paliwa wynosił 305 ton. Zatonął na minie w Zatoce Fińskiej 10 listopada 1916 roku.
Wchodził w skład X Flotylli. Zatonął na rosyjskiej zagrodzie minowej w Zatoce Fińskiej 10 listopada 1916 roku o 22.18, na pozycji 59°21′N 22°29′E/59,350000 22,483333. Zginęły dwie osoby z załogi. Na tej samej zagrodzie w nocy 10/11 listopada zatonęło sześć innych niszczycieli flotylli (S 58, S 59, V 72, V 75, V 76, G 90).